# Racovița, Gorj
Racovița este un sat în comuna Polovragi din județul Gorj, Oltenia, România.

## Vezi și
- Biserica de lemn din Racovița, Gorj

 Acest articol despre o localitate din județul Gorj este deocamdată un ciot. Puteți ajuta Wikipedia prin completarea lui.